# Lemuropisum
Lemuropisum là một chi thực vật có hoa trong họ Đậu.